# Petit Congloué
Petit Congloué est une île française inhabitée, située au sud de Marseille, au large du massif des Calanques. Elle fait partie de l'archipel de Riou.

## Géographie
Il s'agit d'un grand rocher totalement désertique. Le site est surtout connu des amateurs de plongée sous-marine.